# Lago Winnipeg
Il lago Winnipeg è un grande lago del Canada, situato nella provincia del Manitoba.
Con una superficie di 24.387 km², è il sesto lago d'acqua dolce per dimensione in Canada, e undicesimo del mondo.
È il più esteso dei tre grandi laghi del Manitoba, situati nell'area del preistorico lago Agassiz; gli altri due sono il lago Winnipegosis (il secondo), e il lago Manitoba. I suoi immisari sono il fiume Winnipeg, il fiume Saskatchewan ed il Red River del Nord; mentre l'unico emissario è il fiume Nelson, che sfocia nella baia di Hudson.

## Storia
Secondo le fonti storiche pervenute a noi oggi, il primo europeo a scoprire il lago fu il commerciante Henry Kelsey, nel 1690, che le diede l'attuale nome Winnipeg, che in cree (una lingua algoncina) che vuol dire acque fangose.